# Terza parte della Clavier-Übung

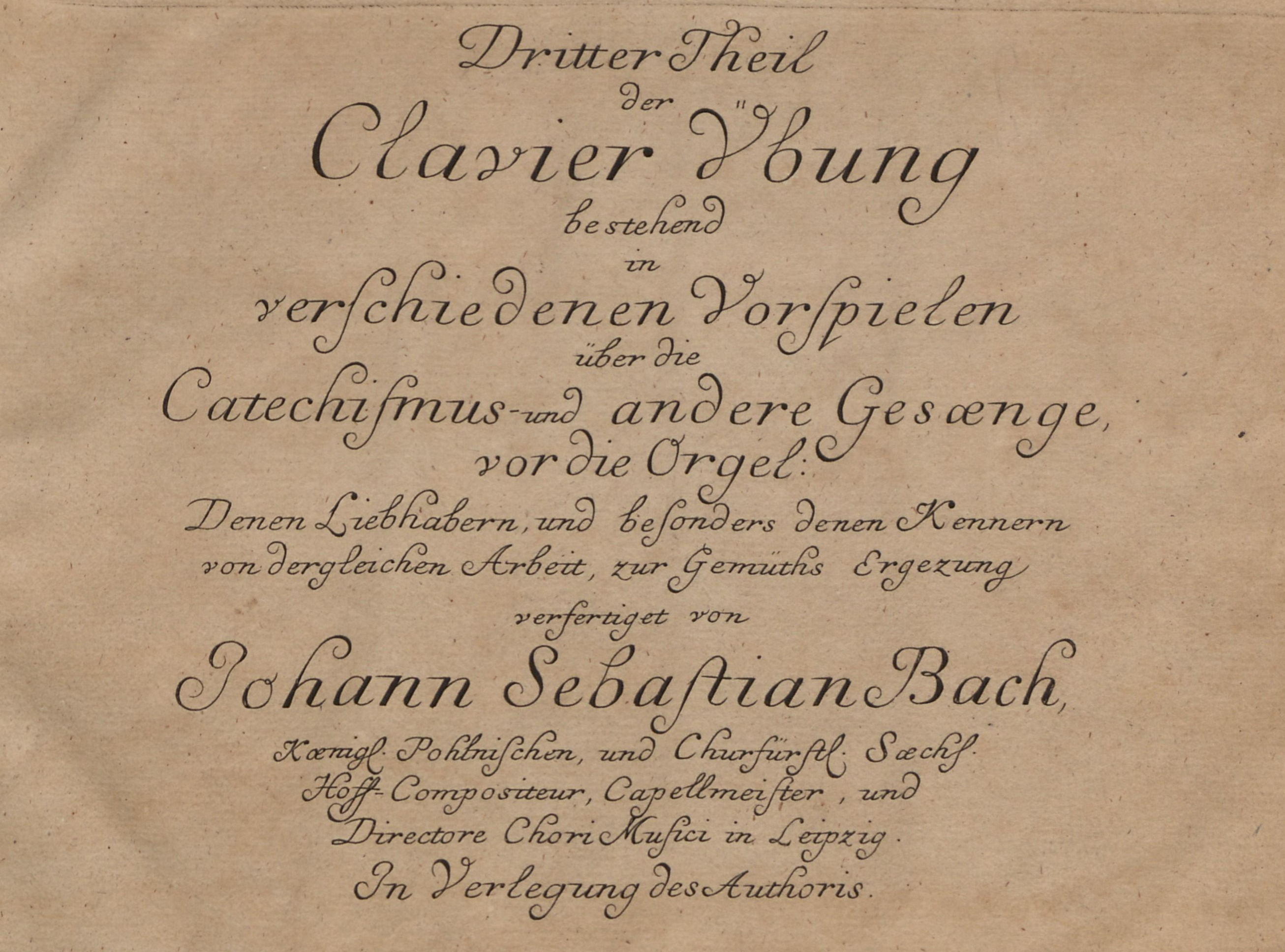
Il frontespizio della raccolta.

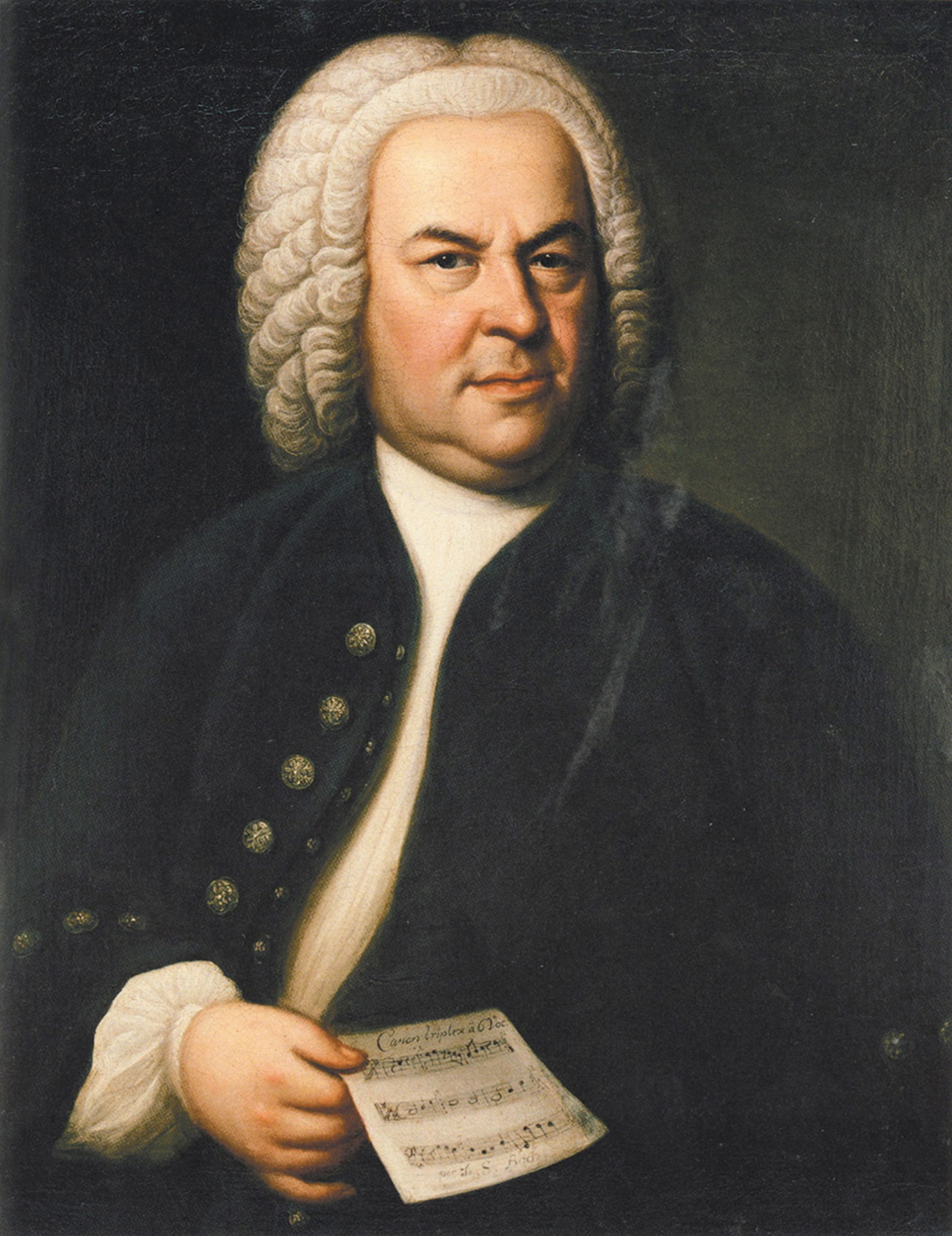
Johann Sebastian Bach nel 1746.

La Terza parte della Clavier-Übung, conosciuta anche con i nomi poco esatti di Corali del dogma e di Messa d'organo luterana, è una raccolta di composizioni organistiche di Johann Sebastian Bach, iniziata nel 1735-36 e pubblicata nel 1739. Essa è considerata come uno dei lavori per organo bachiani più significativi avendo al proprio interno brani tra i più complessi e tecnicamente impegnativi della letteratura per tale strumento.
Con l'utilizzo di forme modali, di canoni e dello stile del mottetto, la raccolta richiama la musica sacra dei maestri dello stile antico, come Frescobaldi, Palestrina, Lotti e Caldara. Parallelamente a ciò, Bach guardava avanti, incorporando ed introducendo stili e forme moderne del barocco, come il corale alla francese.
La raccolta ha la struttura della Messa organistica: tra i movimenti iniziale e conclusivo (il Preludio e e la Tripla fuga in Mi bemolle maggiore BWV 552) trovano posto 21 preludi corali (BWV 669-689) basati su temi della Messa luterana e del catechismo, seguiti da quattro duetti (BWV 802-805). I preludi corali spaziano da composizioni manualiter a preludi fugati a sei voci con pedale doppio.
Quattro sono i fini della raccolta: la costruzione di un ideale programma da concerto per organo, prendendo spunto dai recital che Bach stesso teneva a Lipsia; una traduzione pratica della dottrina luterana in termini musicali per l'uso devozionale in chiesa e a casa; un compendio della musica organistica in tutti i suoi stili, antichi, moderni e internazionali e, infine, quello didattico di mostrare tutte le possibilità del contrappunto, in questo modo andando oltre i precedenti trattati teorici.
(Lorenz Mizler, Muzikalische Bibliothek, 1740)
(Albert Schweitzer, Jean-Sebastien Bach, le musicien-poête, 1905)

## Storia

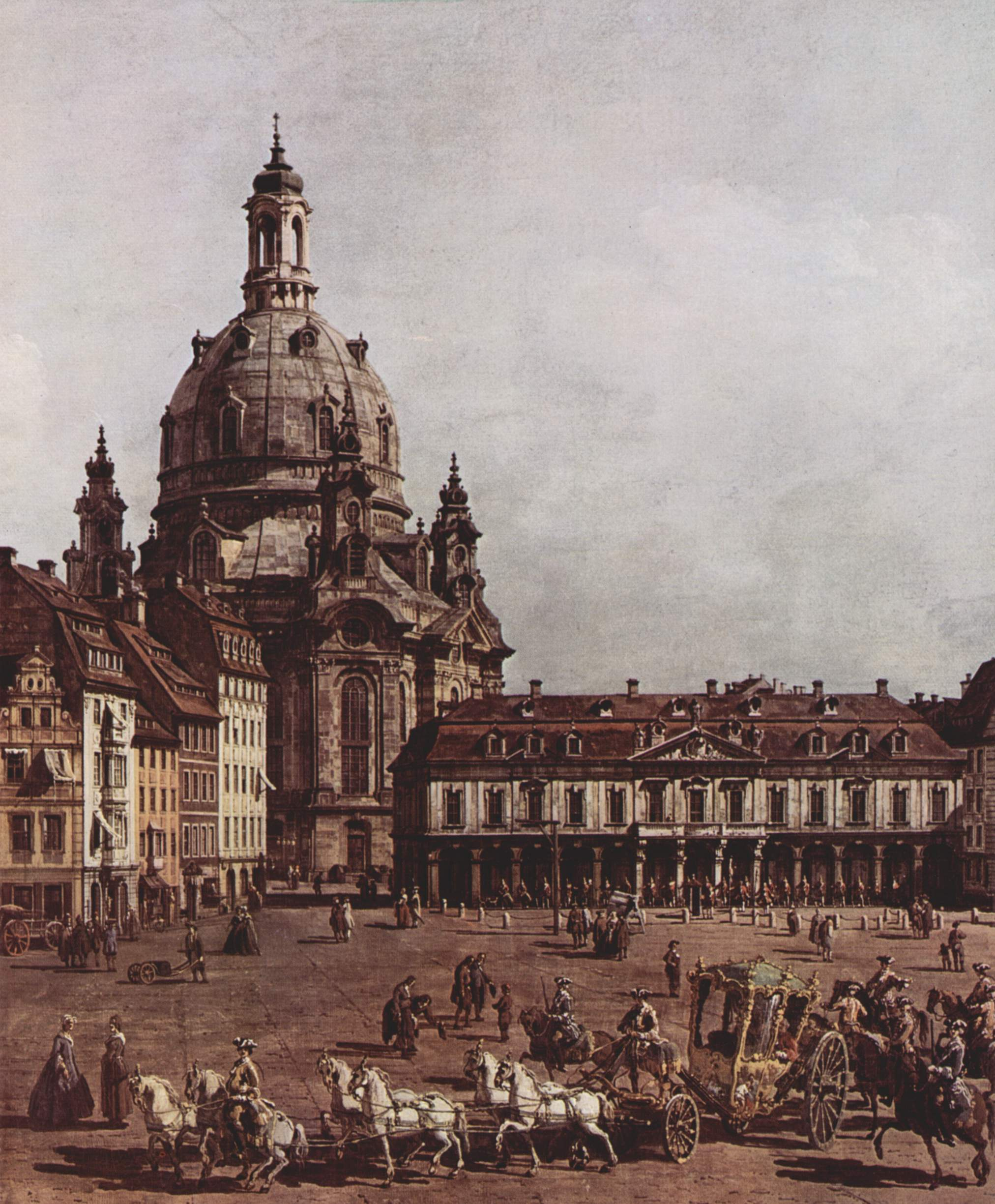
Canaletto: la piazza del mercato e la Frauenkirche di Dresda, 1750 circa

Il 25 novembre 1736 vide la consacrazione di un nuovo organo, costruito da Gottfried Silbermann, in una posizione simbolica e centrale nella Frauenkirche di Dresda. La settimana seguente, nel pomeriggio del primo dicembre, Bach vi tenne un concerto di due ore, e ricevette grandi applausi. Bach suonava piuttosto spesso a Dresda, perché a partire dal 1733 suo figlio Wilhelm Friedemann era stato organista alla Sophienkirche. Si ritiene che probabilmente nel concerto di dicembre Bach abbia eseguito per la prima volta alcuni brani ancora inediti della terza parte del Clavier-Übung, raccolta cui, seguendo la cronologia di Gregory Butler, stava lavorando dall'anno precedente. Questa deduzione viene tratta dalla speciale indicazione sul frontespizio che riporta che la raccolta è dedicata agli amanti della musica e ai veri intenditori; da resoconti contemporanei si sa che Bach teneva spesso dei recital organistici per i fedeli dopo la liturgia, e dalla tradizione dei musicofili di Dresda di ascoltare i concerti domenicali tenuti nella Frauenkirche dall'allievo di Bach Gottfried August Homilius, il cui programma era solitamente composto da preludi corali e da una fuga. Inoltre Bach si lamentò più tardi che l'accordatura per tonalità diverse non era adatta per la "pratica odierna".
La pubblicazione della terza parte del Clavier-Übung venne annunciata nel gennaio 1739 da Johann Elias Bach, il quale informò che: «Il mio signor cugino sta per pubblicare certe cose per tastiera, dedicate specialmente ai buoni organisti, stupendamente ben composte, che usciranno per la prossima fiera di Pasqua».
La raccolta in oggetto è il terzo libro dei quattro che compongono il Clavier-Übung di Bach e l'unica contenente musica organistica (nel resto vi sono solamente brani cembalistici). Il titolo, che significa letteralmente pratica tastieristica è un chiaro riferimento a una lunga tradizione di pubblicazioni omonime: quelle di Johann Kuhnau (Lipsia, 1689, 1692), Johann Philipp Krieger (Norimberga, 1698), Vincent Lübeck (Amburgo, 1728), Georg Andreas Sorge (Norimberga, 1739) e Johann Sigismund Scholze (Lipsia, 1736–1746). Bach ne iniziò la composizione dopo aver finito la seconda parte (il Concerto italiano BWV 971 e l'Ouverture francese BWV 831) nel 1735. Bach si servì di due gruppi di stampatori a causa del ritardo della preparazione: 43 pagine da tre tipografi della bottega di Johann Gottfried Krügner a Lipsia e 35 da Balthasar Schmid a Norimberga. L'opera intera da 78 pagine fu pubblicata alla fine di settembre 1739 in occasione della fiera di San Michele a Lispia, al prezzo (piuttosto alto) di 3 talleri Lipsia. Il soggetto luterano di Bach era appropriato ai tempi, perché quell'anno c'erano stati già tre festival a Lipsia per il bicentenario della Riforma.
In ogni caso, la pubblicazione tardò di qualche mese, forse a causa del peggioramento delle condizioni di salute di un figlio di Johann Sebastian Bach, Johann Gottfried Bernhard, che morì il 27 maggio dello stesso anno.
(Frontespizio della terza parte del Clavier-Übung)
Un'accurata analisi del manoscritto originale suggerisce che i primi brani ad essere composti furono i corali sul Kyrie e sul Gloria e quelli dal Catechismo maggiore, subito seguiti dal preludio e fuga. Successivamente, Bach scrisse i preludî manualiter (1738) e i Quattro duetti (1739). Fatta eccezione per il BWV 676, tutto il restante materiale fu di nuova composizione.
Lo schema dell'opera e la sua pubblicazione furono probabilmente motivati dall'Harmonische Seelenlust di Georg Friedrich Kauffmann  (1733–1736), dalle Compositioni Musicali di Conrad Friedrich Hurlebusch (1734–1735) e dai preludî corali di Hieronymus Florentinus Quehl, Johann Gottfried Walther e Johann Caspar Vogler pubblicati tra il 1734 e il 1737, assieme ai più datati Livres d'orgue, le messe organistiche francesi di Nicolas de Grigny (1700), Pierre Dumage (1707) e altri. Il testo del frontespizio di Bach riprende infatti quelli di alcuni di queste opere precedenti nel descrivere il genere di composizione e nel rivolgersi ai conoscitori.
Per quanto sia riconosciuto che la Terza parte del Clavier-Übung non sia solo una raccolta miscellanea di brani, non c'è accordo sul fatto che esso formi un ciclo e solo un insieme di pezzi strettamente correlati. Come nelle opere organistiche simili di autori precedenti (François Couperin, Johann Kaspar Kerll e Dieterich Buxtehude) era in parte una risposta alle richieste musicali in ambito liturgico. I chiari riferimenti di Bach alla musica italiana, francese e tedesca inseriscono l'opera direttamente nella tradizione del Tabulaturbuch, una raccolta simile ma più datata di Elias Ammerbach, uno dei predecessori di Bach nella Thomaskirche di Lipsia.

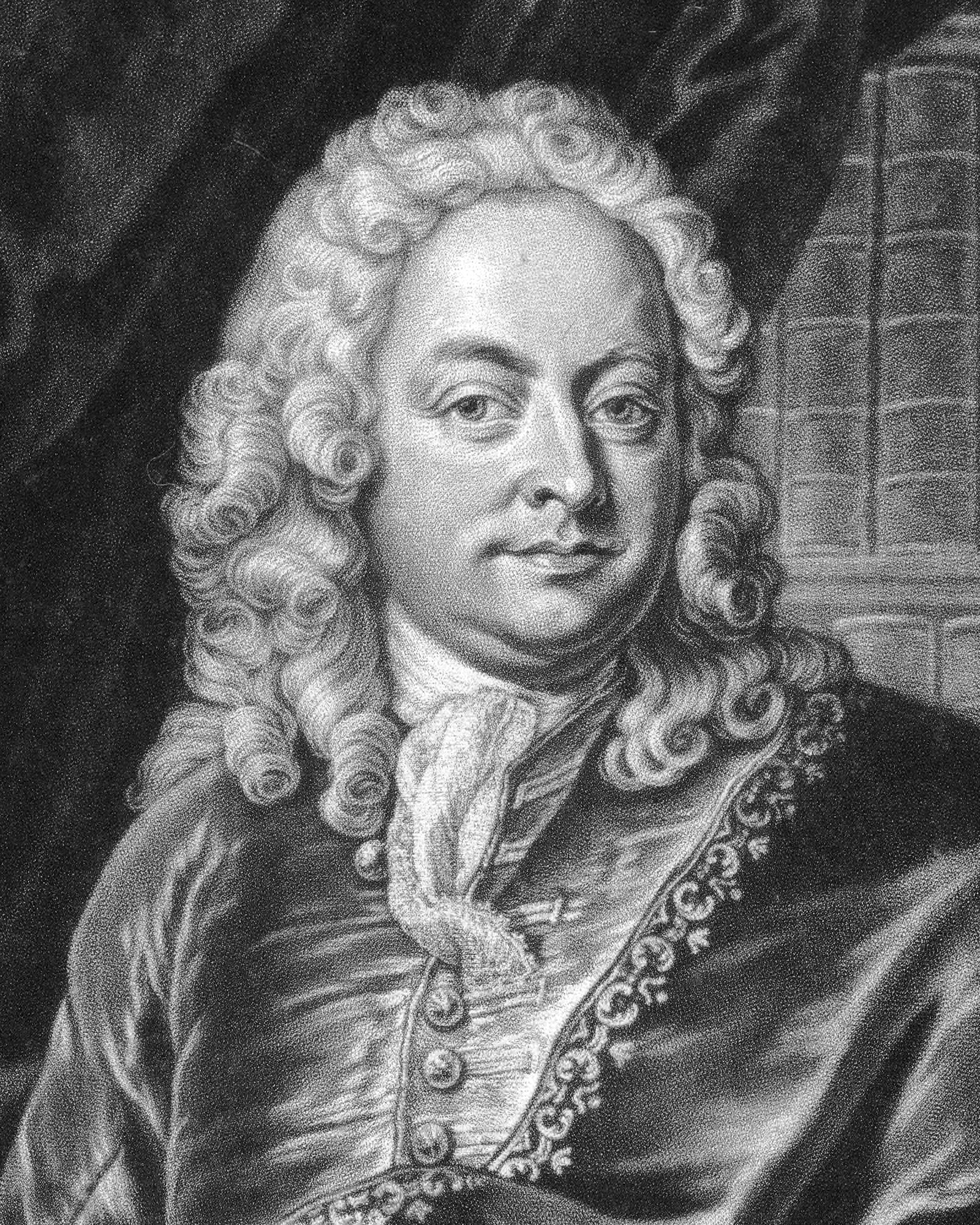
Johann Mattheson

Il complesso stile musicale di Bach fu criticato da alcuni contemporanei. Il compositore, organista e musicologo Johann Mattheson scrisse in "Die kanonische Anatomie" (1722):
Fino al 1731, a parte la sua rinomata derisione della scrittura declamatoria di Bach nella cantata n.21 Ich hatte viel Bekümmernis del 1725, i commenti di Mattheson su Bach erano sempre stati positivi. Nel 1730, invece, lesse di sfuggita che Gottfried Benjamin Hancke aveva commentato sfavorevolmente la sua stessa tecnica tastieristica, paragonandola negativamente a quella di Bach. Colpito nell'orgoglio, dal 1731 gli scritti di Mattheson divennero critici nei confronti di Bach, cui si riferiva con l'epiteto di der künstliche Bach. Nello stesso periodo l'ex-allievo di Bach Johann Adolf Scheibe aveva rivolto critiche pungenti al Cantor: nel 1737 scrisse che Bach aveva spogliato dai suoi brani tutta la naturalezza dando loro un carattere confuso ed ampolloso, ed eclissato la loro bellezza in favore di troppa arte Scheibe e Mattheson stavano attaccando Bach sullo stesso fronte, e infatti Mattheson coinvolse direttamente Scheibe nella sua campagna contro Bach. Questi non commentò direttamente le critiche: fu invece difeso (se pur con elementi da lui stesso forniti) da Johann Abraham Birnbaum, professore di retorica all'Università di Lipsia, musicofilo e amico di Bach e di Lorenz Christoph Mizler. Nel marzo 1738 Scheibe lanciò un nuovo attacco a Bach per i suoi errori non irrilevanti:

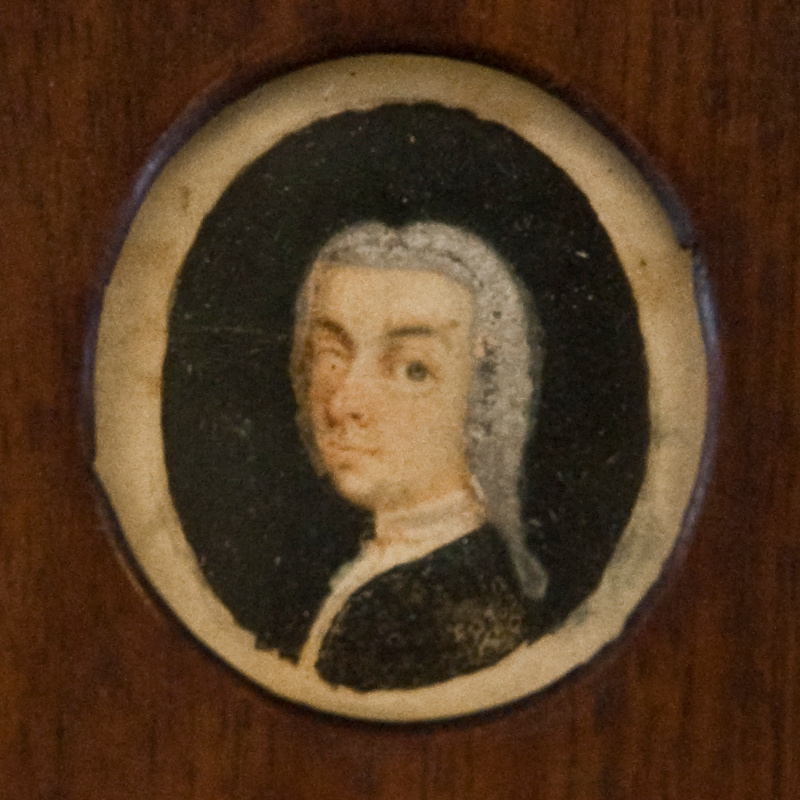
Johann Adolph Scheibe

Pubblicizzando nel 1738 il suo trattato di futura uscita, Der vollkommene Capellmeister (1739), Mattheson incluse una lettera di Scheibe, tratto dalla sua corrispondenza con Birnbaum, nella quale Schiebe espresse la propria preferenza per la melodia naturale di Mattheson rispetto al contrappunto artistico di Bach.
Attraverso l'amico Mizler e i tipografi di Lipsia Krügner e Breitkopf, che stampavano anche per Mattheson, Bach poteva avere già una buona conoscenza del trattato di Mattheson, che riguardo al contrappunto scrisse:
Qualsiasi siano state le reazioni personali di Bach, la scrittura contrappuntistica della terza parte del Clavier-Übung fornì una risposta alle critiche di Scheibe e alla chiamata di Mattheson agli organisti. La dichiarazione di Mizler, citata sopra, che le qualità dell'opera fornivano adeguate risposte ai critici del Cantori era rivolta proprio a loro. In ogni caso la maggior parte dei commentatori ritiene che la principale ispirazione per l'opera monumentale di Bach sia di tipo musicale, e in particolare da cercare in opere come i Fiori musicali di Girolamo Frescobaldi, per la quale Bach aveva una particolare passione, avendone acquistato una copia personale nel 1714 a Weimar.
La maggioranza dei brani che compongono la terza parte del Clavier-Übung vennero composti appositamente per l'edizione del 1739, ma alcuni sono pezzi realizzati in epoche precedenti, che Bach riutilizzò e ai quali diede, nel 1739, una forma definitiva.
Fra il preludio e la fuga, la raccolta comprende ventuno preludi corali per organo, catalogati come BWV 669-689, e i quattro duetti BWV 802-805. I preludi corali sono, a loro volta, suddivisi per argomenti: un primo gruppo di nove preludi corali che costituiscono la "messa luterana" (sei Kyrie e tre Gloria), due preludi dedicati ai dieci comandamenti, due sul Credo, due sul Padre nostro. Seguono tre paia di corali dedicati ai sacramenti: due sul battesimo, due sulla penitenza e due sull'eucaristia.
Come molte altre opere di Johann Sebastian Bach, anche questa dimostra la passione del compositore per simbolismi e numerologia.

## Struttura
Di seguito, la struttura della terza parte del Clavier-Übung:
| BWV   | Titolo                             | Argomento del catechismo | Caratteristiche                        | Tonalità     |
| ----- | ---------------------------------- | ------------------------ | -------------------------------------- | ------------ |
| 552/1 | Praeludium                         |                          | Per organo pleno                       | Mi♭ maggiore |
| 669   | Kyrie, Gott Vater in Ewigkeit      | Trinità                  | Cantus firmus al soprano               | Do minore    |
| 670   | Christe, aller Welt Trost          | Trinità                  | Cantus firmus al tenore                | Do minore    |
| 671   | Kyrie, Gott heiliger Geist         | Trinità                  | Cantus firmus al pedale                | Do minore    |
| 672   | Kyrie, Gott Vater in Ewigkeit      | Trinità                  | Manualiter, in 3/4                     | Sol maggiore |
| 673   | Christe, aller Welt Trost          | Trinità                  | Manualiter, in 6/4                     | Do maggiore  |
| 674   | Kyrie, Gott heiliger Geist         | Trinità                  | Manualiter, in 9/8                     | La minore    |
| 675   | Allein Gott in der Höh sei Ehr     | Gloria                   | Manualiter, trio                       | Fa maggiore  |
| 676   | Allein Gott in der Höh' sei Ehr'   | Gloria                   | Pedaliter, trio                        | Sol maggiore |
| 677   | Allein Gott in der Höh' sei Ehr'   | Gloria                   | Manualiter, trio                       | Fa♯ minore   |
| 678   | Dies sind die heil'gen zehn Gebot  | Dieci comandamenti       | Cantus firmus in forma di canone       | Sol maggiore |
| 679   | Dies sind die heil'gen zehn Gebot  | Dieci comandamenti       | Fughetta manualiter                    | Sol maggiore |
| 680   | Wir glauben all' an einen Gott     | Credo                    | Per organo pleno                       | Re minore    |
| 681   | Wir glauben all' an einen Gott     | Credo                    | Fuga manualiter                        | Mi minore    |
| 682   | Vater unser im Himmelreich         | Padre nostro             | Trio, cantus firmus in forma di canone | Si minore    |
| 683   | Vater unser im Himmelreich         | Padre nostro             | Manualiter                             | Re minore    |
| 684   | Christ, unser Herr, zum Jordan kam | Battesimo                | A 4 voci, cantus firmus al pedale      | Sol minore   |
| 685   | Christ, unser Herr, zum Jordan kam | Battesimo                | Fuga inversa manualiter                | Re minore    |
| 686   | Aus tiefer Not schrei' ich zu dir  | Penitenza                | A 6 voci, per organo pleno             | Mi minore    |
| 687   | Aus tiefer Not schrei' ich zu dir  | Penitenza                | Mottetto manualiter                    | Fa♯ minore   |
| 688   | Jesus Christus, unser Heiland      | Eucaristia               | Trio, cantus firmus al pedale          | Re minore    |
| 689   | Jesus Christus, unser Heiland      | Eucaristia               | Fuga manualiter                        | Fa minore    |
| 802   | Duetto I                           |                          | Vedi la pagina di approfondimento      | Mi minore    |
| 803   | Duetto II                          |                          | Vedi la pagina di approfondimento      | Fa maggiore  |
| 804   | Duetto III                         |                          | Vedi la pagina di approfondimento      | Sol maggiore |
| 805   | Duetto IV                          |                          | Vedi la pagina di approfondimento      | La minore    |
| 552/2 | Fuga                               |                          | A 5 voci, per organo pleno             | Mi♭ maggiore |